# Groundhog Day (film)
Groundhog Day is een Amerikaanse filmkomedie uit 1993 van regisseur Harold Ramis. De film gaat over een chagrijnige weerman die met veel tegenzin in een klein plaatsje een reportage moet maken over Groundhog Day en daar vervolgens elke morgen op diezelfde dag opnieuw wakker wordt.
Groundhog Day won onder meer een BAFTA Award voor beste scenario, een British Comedy Award voor beste filmkomedie en een Saturn Award voor beste actrice (Andie MacDowell). In 2006 werd de film aan het Amerikaanse National Film Registry toegevoegd vanwege de culturele, historische en esthetische waarde van de film.

## Verhaal
Groundhog Day is een jaarlijks feest op 2 februari in delen van Noord-Amerika, waarop bosmarmot (groundhog) Phil voorspelt hoe lang de winter nog zal aanhouden door op een beschaduwd of zonnig moment uit zijn hol te komen. Phil Connors (Bill Murray), een weerman van een lokaal televisiestation, wordt samen met producente Rita (Andie MacDowell) en cameraman Larry (Chris Elliott) naar het dorp Punxsutawney gestuurd om voor de zoveelste keer verslag te doen van deze gebeurtenis. Phil heeft totaal geen zin in de kleine opdracht en vindt het maar gezeur. Hij gedraagt zich vrij arrogant tegen de bewoners en doet de reportage met duidelijke tegenzin, tot irritatie van zijn team. Rita waardeert Punxsutawney en Groundhog Day wel en ergert zich aan Phils gedrag.
Als het team 's avonds terug naar huis wil, komt er een gigantische sneeuwstorm op en is het drietal gedwongen om in het dorp te blijven. De volgende morgen wordt Phil wakker en hoort hij exact dezelfde grappen en hetzelfde nummer (I Got You Babe) op de radio. Het blijkt zowaar opnieuw Groundhog Day te zijn en alles verloopt precies hetzelfde als de dag ervoor. Het wordt Phil al snel duidelijk dat hij in zijn eentje gevangen zit in een tijdlus waardoor de dag telkens opnieuw begint, en dat hij de enige is die dit beseft; de andere mensen weten van niets. Vanaf dat moment is het elke dag Groundhog Day voor Phil.
Aanvankelijk geniet Phil volop van de voordelen van deze tijdlus. Zo maakt hij zich er steeds makkelijker vanaf met zijn verslag. De volgende dag moet hij het toch weer opnieuw doen. Ook gedraagt hij zich nog arroganter door mensen te beledigen, en een opdringerige verzekeringsagent (Ned Ryerson) een kaakslag te geven. Verder probeert hij willekeurig vrouwen te versieren door dingen over ze te weten te komen en die de 'volgende' dag toe te passen, wanneer zíj hem voor het eerst ontmoeten. Ook pleegt hij een overval op een geldtransport, hoewel hij daar niets aan heeft omdat hij het geld de ´volgende´ dag weer kwijt is. Bij mislukking doet hij het de 'volgende' dag net iets anders, zo vaak als hij wil, want iedereen is het dan toch vergeten. Kortom, hij kan doen wat hij wil want er zijn geen consequenties aan verbonden voor hem.
Maar na een tijdje drijft de verveling - en de wens de tijdlus te ontsnappen - hem tot extreme capriolen, zoals Punxsutawney Phil ontvoeren en zichzelf tezamen met de marmot doodrijden. Maar zelfs wanneer hij op deze en allerlei andere manieren zelfmoord begint te plegen, wordt hij de volgende morgen toch weer wakker op Groundhog Day.
Phil probeert Rita te vertellen wat hem overkomt. Hij overtuigt haar door zaken te voorspellen voor ze gebeuren, zoals wanneer een ober zijn dienblad zal laten vallen. Hij heeft het immers allemaal al verschillende keren meegemaakt. Ook weet hij van alle mensen in het café inmiddels precies te vertellen wie ze zijn en wat hen bezighoudt. Zijn pogingen zijn echter tevergeefs, aangezien Rita bij elke nieuwe cyclus alles weer vergeten is, Phil opnieuw moet beginnen met haar te overtuigen, en hij zich door zijn eigen arrogante gedrag niet erg populair bij haar heeft gemaakt. Nadat hij zo vaak samen met Rita de rapportage over Groundhog Day verzorgd heeft, wordt Phil verliefd en probeert hij haar het hof te maken. In eerste instantie lukt dat niet, zij wil immers niets van hem. Wel komt Phil elke dag een stukje dichter bij succes in het versieren. Hij meent dat wanneer Rita de nacht bij hem doorbrengt de tijdlus doorbroken zal worden. Aanvankelijk probeert hij haar zoals met zijn eerdere ´veroveringen´, op precies dezelfde manier het bed in te kletsen, maar dit mislukt telkens weer. Dan weet hij Rita te overtuigen dat hij in een tijdlus zit, en hoewel dit lukt en ze bij hem blijft als ´getuige´ vallen in slaap en de volgende dag is het wederom Groundhog Day en is Rita alles vergeten. 
Op een dag ziet Phil een bedelende zwerver op straat overlijden aan onderkoeling en ondervoeding. Hij probeert nu de zwerver iedere dag te helpen, maar iedere dag sterft die alsnog; volgens de verpleegster was hij er al zo slecht aan toe dat hij hoe dan ook ten dode was opgeschreven. Er knapt hierdoor iets in Phil, die de man iedere keer op straat tegenkwam en hem iedere keer straal negeerde. Hij kan weliswaar de zwerver niet meer helpen maar helpt uiteindelijk alle andere mensen die hij voorheen negeerde omdat hij hen vervelend vond, waardoor hij hen meer en meer begint te waarderen. Phil leert tevens pianospelen en prachtige ijssculpturen maken om indruk op Rita te maken. Hij heeft toch tijd zat.
Door de vaardigheden die hij heeft geleerd en de voorkennis die hij heeft weet Phil ten slotte ieder ongeluk in Punxsutawney te voorkomen. Zo vangt hij een kind dat uit een boom valt en voorkomt hij met een heimlichmanoeuvre dat de ceremoniemeester van Marmotdag stikt in een stuk vlees. Dat bevalt hem eigenlijk wel, al die goede daden. Zelfs de reportage die hij iedere keer maar afraffelde, wordt een waar kunstwerkje. Rita hoeft hij nu niet eens meer te versieren, ze komt nu zelf naar hem toe. Op het moment dat Rita ook iets voelt voor Phil en dat ze samen een oprecht romantische avond hebben doorgebracht, breekt de tijdlus en kan Phil eindelijk het plaatsje Punxsutawney verlaten. Alleen wil hij nu niet meer weg. Hij is Punxsutawney en de bewoners gaan waarderen en gaat samen met Rita in Punxsutawney wonen. De film eindigt met een scène waarin Phil, Rita, Larry en Ned Ryerson samen door de sneeuw lopen.

## Rolverdeling
| Acteur              | Personage            |
| ------------------- | -------------------- |
| Bill Murray         | Phil Connors         |
| Andie MacDowell     | Rita                 |
| Chris Elliott       | Larry                |
| Stephen Tobolowsky  | Ned Ryerson          |
| Brian Doyle-Murray  | Buster Green         |
| Marita Geraghty     | Nancy                |
| Rick Ducommun       | Gus                  |
| Rick Overton        | Ralph                |
| Robin Duke          | Doris de serveerster |
| Angela Paton        | Mrs. Lancaster       |
| Ken Hudson Campbell | Man op gang          |
| Peggy Roeder        | Pianolerares         |
| Harold Ramis        | Neuroloog            |
| Scooter             | Phil de bosmarmot    |

## Achtergrond

### Analyse van de tijdlus
In de uiteindelijke versie van de film is niet duidelijk hoe Phil vast is geraakt in de tijdlus. In een oude versie van het scenario wordt wel een verklaring gegeven: een in voodoo bedreven vrouw vervloekt hem als ze door Phil afgewezen wordt, vlak voor zijn vertrek naar Punxsutawney.
Het wordt in de film tevens niet duidelijk hoe lang Phil precies vastzit in de tijdlus. Volgens audiocommentaar van Harold Ramis op de dvd van de film zou Phil ongeveer 10 jaar vastzitten in de tijdlus. De website Wolf Gnards berekende dat Phil minimaal 8 jaar, 8 maanden en 16 dagen in de tijdslus vastzit: 3 jaar om piano te leren spelen, 2 jaar om Frans te leren, 6 maanden om kaarten in een hoed te leren gooien en 3 jaar om ijssculpturen te leren maken. In een reactie van Ramis aan Wolf Gnards wordt zelfs gesproken van 30 tot 40 jaar, daar het toch zeker 10 jaar kost om ergens goed in te worden, en Phil voor hij begint met oefenen op de piano en zijn andere vaardigheden eerst lange tijd de tijdlus anders doorbrengt.

### Productie

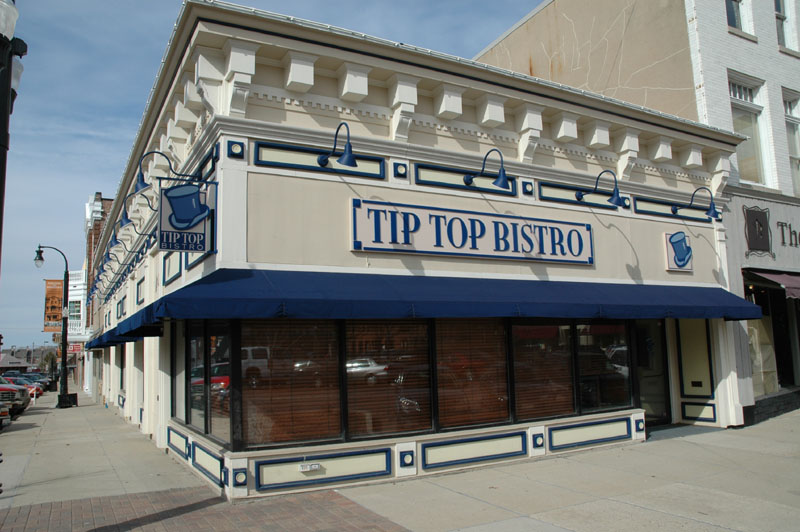
Tip Top Cafe in Woodstock, een locatie die speciaal voor de film gebouwd werd.

Er zitten enkele verschillen tussen het oorspronkelijke scenario geschreven door Danny Rubin en de uiteindelijke film. In het scenario van Rubin begon het verhaal op een punt waarin Phil al vastzit in de tijdlus, zonder dat het voor de kijker duidelijk is waarom de dag voor hem steeds opnieuw begint. Tevens zou in Rubins scenario Rita eveneens dezelfde dag steeds opnieuw beleven samen met Phil, en zouden de twee veel langer dan in de uiteindelijke versie van de film vast zitten in de tijdlus (mogelijk eeuwen tot zelfs millennia). Ten slotte was de romantiek tussen Phil en Rita minder sterk aanwezig in het originele scenario.
De meeste opnames vonden niet plaats in het echte Punxsutawney, maar in Woodstock (Illinois). Het Tip Top Cafe, waar veel van de film zich afspeelt, werd speciaal voor de film gebouwd, maar nadat de opnames waren voltooid  bleef het open als echt café. Sommige opnames vonden ook plaats in Indiana, Pennsylvania. Luchtopnamen werden gemaakt in Pittsburgh.

### Uitgave en ontvangst
Groundhog Day deed het commercieel gezien goed, met een opbrengst van 70,9 miljoen dollar in Noord-Amerika. De film staat 13e op de lijst van succesvolste films uit 1993. De film staat tevens 45e op de lijst AFI's 100 Years... 100 Laughs van het American Film Institute.
Roger Ebert noemde de film in zijn "Great Movies"-reeks. In zijn originele recensie gaf hij de film 3 sterren, maar gaf later toe dat hij de film had onderschat.
Op Rotten Tomatoes scoort de film 96% aan goede beoordelingen. Op Metacritic scoort de film 72 punten op een schaal van 100. In 2006 werd de film opgenomen in het National Film Registry.
De naam Groundhog Day is door de film in het Engelstalige taalgebied een metafoor geworden voor een saaie of nare situatie die zich steeds maar weer herhaalt.

## Prijzen en nominaties
| jaar | prijs                | categorie                  | genomineerde(n)           | uitslag     |
| ---- | -------------------- | -------------------------- | ------------------------- | ----------- |
| 1993 | British Comedy Award | Beste komische film        | -                         | gewonnen    |
| 1993 | MTV Movie Award      | Best Comedic Performance   | Bill Murray               | genomineerd |
| 1994 | Saturn Award         | Beste actrice              | Andie MacDowell           | gewonnen    |
| 1994 | Saturn Award         | Beste acteur               | Bill Murray               | genomineerd |
| 1994 | Saturn Award         | Beste kostuums             | Jennifer Butler           | genomineerd |
| 1994 | Saturn Award         | Beste regisseur            | Harold Ramis              | genomineerd |
| 1994 | Saturn Award         | Beste fantasyfilm          | -                         | genomineerd |
| 1994 | Saturn Award         | Beste scenario             | Danny Rubin, Harold Ramis | genomineerd |
| 1994 | BAFTA Award          | Beste originele scenario   | Danny Rubin, Harold Ramis | gewonnen    |
| 1994 | BMI Film Music Award | -                          | George Fenton             | gewonnen    |
| 1994 | Hugo Award           | Best Dramatic Presentation | -                         | genomineerd |
| 1994 | ALFS Award           | Screenwriter of the Year   | Harold Ramis, Danny Rubin | gewonnen    |

## Gedicht
Het gedicht, dat Rita opzegt als Phil zich in een restaurant volpropt met gebakjes (danish), komt uit The Lay of the Last Minstrel (1805, Canto VI, verzen 12-16)) van Walter Scott: 
The wretch, concentred all in self / Living, shall forfeit fair renown, / And, doubly dying, shall go down / To the vile dust, from whence he sprung, / Unwept, unhonored, and unsung.